# Capitão de cavalos
O Capitão de cavalos, anteriormente designado de alnaíbe, ou de coudel no Reino de Portugal (palavra e função que se interliga com coudelaria), era um antigo cargo militar de capitão de cavalaria, que tinha a seu cargo um grupo de soldados cavaleiros ou couraceiros.
Havia, no entanto, uma distinção entre os capitães de couraças e os capitães de cavalos arcabuzeiros.
Associado aos valores herdados da cavalaria medieval, do capitão de cavalos se esperava, no mínimo, que servisse com a honradez e "fidalguia". E por isso, a ideia de que o posto devia ser confiado apenas a pessoas de nobre nascimento. Daí que estes eram responsáveis pelas suas companhias ao ponto de garantirem, do seu próprio bolso, a aquisição e manutenção das montadas.